# Ian Hamer (Musiker)
Ian Hamer (* 11. September 1932 in Liverpool; † 3. September 2006 in Brighton) war ein britischer Jazz-Trompeter.

## Leben und Wirken
Hamer war Sohn eines Tanzband-Leiters; zusammen mit seinen Brüdern George und Stu Hamer hatte er seine ersten Auftritte in der Band seiner Mutter und kam mit ihr 1953 nach London, wo er dann bei dem Klarinettisten Carl Barriteau arbeitete, dann in der Oscar Rabin Band und der Bigband von Vic Lewis. 1955 und 1956 gehörte er dem Oktett von Tubby Hayes an; mit dieser Formation entstanden erste Aufnahmen 1956 in der Festival Hall. 1958 spielte er im Vic Ash Quintett.

1963 leitete er zusammen mit Harry South eine Formation namens The Six Sounds, in der außerdem Ken Wray und Dick Morrissey spielten; 1966 wurde daraus sein eigenes Ian Hamer Sextet. In dem Sextett spielten u. a. South, Dick Morrissey, Keith Christie, Kenny Napper, Bill Eyden, Tubby Hayes, Alan Skidmore, Spike Wells, Daryl Runswick, Alan Branscombe und Ron Mathewson. Ende der 1980er Jahre gründete er das Sussex Youth Jazz Orchestra.
Hamer spielte außerdem in den Bands von Tubby Hayes, Ted Heath, Michael Gibbs, Jack Parnell und Harry South sowie mit Kenny Wheeler, Dizzy Gillespie, Ella Fitzgerald, Stan Tracey, Benny Golson, Lalo Schifrin, Gary McFarland, Woody Hermans Anglo-American Herd, Barbara Thompson, der Thad Jones/Mel Lewis Orchestra, John Dankworth und Joe Harriott. 1990 wirkte er an Kenny Wheelers ECM-Produktion Music For Large & Small Ensembles mit; 1994 spielte er im Dedication Orchestra. Als Sessionmusiker ist er auf Plattenaufnahmen der Beatles („Got to Get You into My Life“, 1966) und Bing Crosby, Tom Jones, Dusty Springfield, Shirley Bassey, Barbra Streisand und James Last zu hören. Er war fast 20 Jahre Mitglied der Top of the Pops Studioband und spielte regelmäßig in Peter Herbolzheimers Bigband.

## Diskographische Hinweise
- Michael Gibbs: Michael Gibbs (Deram, 1970)
- Acropolis (Jasmine, 1966–74) mit Keith Christie, Tubby Hayes, Dick Morrissey, Alan Skidmore, Harry South, Spike Wells